# Jüdisches Museum Rendsburg
Jüdisches Museum  Rendsburg är ett judiskt museum i Rendsburg i Schleswig-Holstein i Tyskland som invigdes år 1985 i stadens tidigare synagoga.
År 1692 bjöd kung 
Kristian V in ett antal judar att bosätta sig i den nybyggda stadsdelen Nyværk och tre år senare bildades en judisk församling. Den första judiska begravningsplatsen anlades 1695 och 1732 invigdes stadens första synagoga, som dock inte finns kvar. År 1845 lät församlingen bygga en ny synagoga.
År 1864 bodde omkring 200 judar i staden, men 1933 hade antalet minskat till 33. Rendsburgs judiska historia avslutades när de sista judiska medborgarna deporterades till koncentrationslägret i Theresienstadt. Från 1939 till i början av  1980-talet användes synagogan som fiskrökeri. Synagogan, som fortfarande har en mikve i källaren, och den intilliggande Talmudskolan användes som judiskt kulturcentrum från 1985 till museet invigdes 1988. 
I juli 2023 öppnade en permanent utställning om judarnas fyrahundraåriga historia i Schleswig-Holstein.